# Organo della collegiata di San Martino a Sinalunga

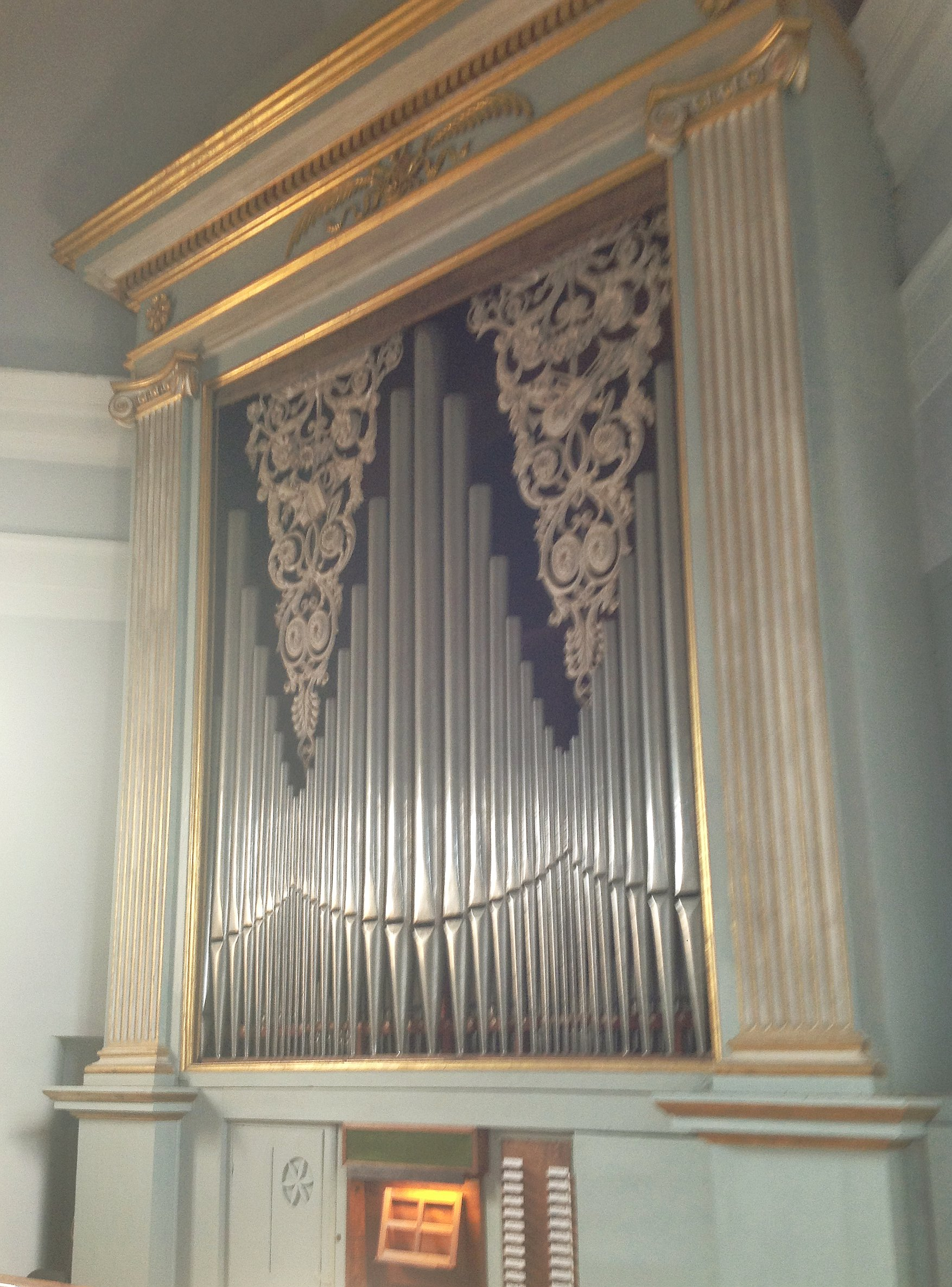
L'organo a canne della collegiata di San Martino a Sinalunga.

L'organo della collegiata di San Martino a Sinalunga è uno strumento storico costruito nel 1843 da Nicomede Agati (opus 316).

## Storia
La presenza di un organo a canne all'interno della collegiata di San Martino a Sinalunga è testimoniata dal 1610, anno in cui venne acquistato tale strumento e assunto un organista. L'organo venne dapprima collocato lungo una parete laterale, successivamente nel coro, alle spalle dell'altare maggiore, e dotato di una tenda raffigurante San Martino che dona il suo mantello ad un povero (poi andata perduta) per proteggerlo dalla polvere. L'organo, nel corso degli anni, fu oggetto di numerose riparazioni in seguito a frequenti guasti.
Tra il 1713 e il 1715, l'organaro romano Lorenzo Testa costruì un nuovo strumento a nove registri riutilizzando in parte il materiale fonico di quello precedente; il nuovo organo venne spostato nel 1820 nella nuova cantoria appositamente costruita lungo le pareti dell'abside nel corso dell'importante intervento di restauro che caratterizzò tutta l'area presbiterale.
L'organo venne sostituito nel 1843 da uno più grande, appositamente costruito da Nicomede Agati secondo i canoni dell'epoca; lo stesso organaro smontò lo strumento nell'aprile dell'anno 1860 per rimontarlo nell'agosto 1870. Nel 1897, Demetrio Bruschi lo restaurò apportando alcune modifiche, tra le quali l'installazione della prima ottava cromatica, in luogo di quella scavezza, sia alla tastiera, sia alla pedaliera, che vennero integralmente ricostruite. Le condizioni originarie sono state ripristinate tra il 2008 e il 2010 nel corso di un intervento di restauro operato dalla Bottega organara Dell'Orto e Lanzini, durante il quale sono state anche ricostruite diverse parti mancanti, quali intere file di canne; contestualmente, nel 2009 la cassa è stata restaurata dalla ditta Restaurarte.

## Descrizione

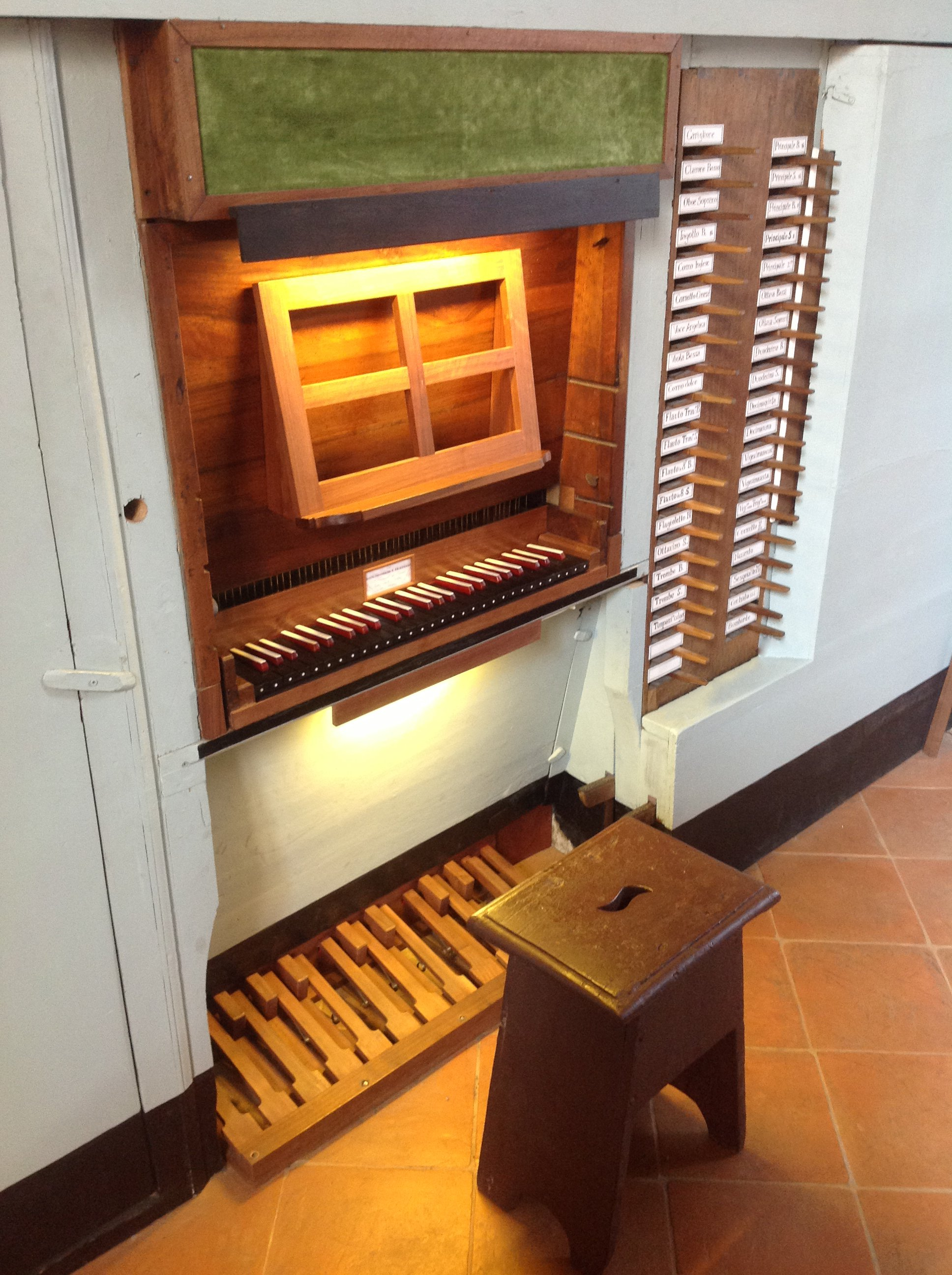
La consolle.

L'organo a canne Nicomede Agati opus 316 è situato al centro della cantoria a mezzaluna che corre lungo l'abside della collegiata di San Martino, in posizione sopraelevata rispetto all'antistante altare maggiore, risalente al 1820 come la balconata.
Lo strumento, in parte incassato nella parete di fondo, è racchiuso all'interno di una cassa lignea dipinta, con elementi decorativi e fregi scolpiti sottolineati da dorature. Il prospetto è racchiuso tra due lesene ioniche scanalate, che sorreggono un alto cornicione e incorniciano la mostra; quest'ultima è costituita da 33 canne del registro di principale dell'ordine dei 16', disposte in cuspide unica con ali laterali e aventi le bocche a mitria con andamento inverso rispetto a quello delle canne.
La consolle è a finestra e si apre al centro della parete anteriore della cassa; essa dispone di un'unica tastiera di 53 note con prima ottava scavezza (Do1-Sol5, divisione Bassi/Soprani Fa3-Fa#3) e pedaliera a leggio di 17 note con prima ottava scavezza (Do1-Sol#2), costantemente unita al manuale, cui si aggiungono i due pedali del Timpano e della Terza mano. I registri sono azionati da manette a scorrimento laterale disposte in due colonne alla destra della consolle; al di sopra del leggio, vi sono i Campanelli.
Di seguito la disposizione fonica in base alla posizione dei comandi dei registri nelle due colonne della registriera:
| Colonna di sinistra - Concerto |                |
| Cariglione                     | 4' Soprani     |
| Clarone                        | 4' Bassi       |
| Oboe                           | 8' Soprani     |
| Fagotto                        | 16' Bassi      |
| Corno inglese                  | 16' Soprani    |
| Cornetto cinese                | 5.1/3' Soprani |
| Voce angelica                  | 8' Soprani     |
| Viola                          | 4' Bassi       |
| Corno dolce                    | 16' Soprani    |
| Flauto traverso                | 8' Bassi       |
| Flauto traverso                | 8' Soprani     |
| Flauto in 8ª                   | 4' Bassi       |
| Flauto in 8ª                   | 4' Soprani     |
| Flagioletto                    | 2' Bassi       |
| Ottavino                       | 2' Soprani     |
| Trombe                         | 8' Bassi       |
| Trombe                         | 8' Soprani     |
| Timballi                       | (al Pedale)    |

| Colonna di destra - Ripieno |                 |
| Principale                  | 16' Bassi       |
| Principale                  | 16' Soprani     |
| Principale                  | 8' Bassi        |
| Principale                  | 8' Soprani      |
| Principale 2do              | 8'              |
| Ottava                      | 4' Bassi        |
| Ottava                      | 4' Soprani      |
| Duodecima                   | 2.2/3' Bassi    |
| Duodecima                   | 2.2/3' Soprani  |
| Decimaquinta                | 2'              |
| Decimanona                  | 1.1/3'          |
| Vigesimaseconda             | 1'              |
| Vigesimasesta               | 2/3'            |
| Vigemanona-Trigmaterza      | 1/2'-1/3'       |
| Cornetto 3 file             | 4' Soprani      |
| Nazardo                     | 2.2/3'          |
| Sesquialtera                | 1.3/5' Bassi    |
| Contrabbassi                | 16' (al Pedale) |
| Bombarde                    | 16' (al Pedale) |